# Алжир на Летњим олимпијским играма 2008.
Алжир на Летњим олимпијским играма учествује једанаести пут. На Олимпијским играма 2008. у Пекингу у Кини учествовали су са 56 учесника (34 мушкараца и 22 жене), који су се такмичили у дванаест спортова.
Заставу Алжира на свечаном отварању Олимпијских игара 2008. носио је пливач Салим Илес.

## Учесници по дисциплинама
| Спорт         | Мушкарци | Жене | Укупно |
| ------------- | -------- | ---- | ------ |
| Атлетика      | 8        | 4    | 12     |
| Бадминтон     | 1        | 0    | 1      |
| Бициклизам    | 1        | 0    | 1      |
| Бокс          | 7        | 0    | 7      |
| Веслање       | 3        | 0    | 3      |
| Дизање тегова | 0        | 1    | 1      |
| Мачевање      | 0        | 2    | 2      |
| Одбојка       | 0        | 10   | 10     |
| Пливање       | 5        | 0    | 5      |
| Рвање         | 3        | 0    | 3      |
| Стони тенис   | 1        | 0    | 1      |
| Џудо          | 5        | 5    | 10     |
| Укупно(12)    | 34       | 22   | 56     |

## Освајачи медаља

### Сребро
- Амар Бенихлеф - џудо, мушкарци до 90 кг

### Бронза
- Сораја Хадад - џудо, жене до 52 кг

## Резултати

### Атлетика

#### Мушкарци
| Атлетичар       | Дисциплина       | Група    | Група | Полуфинале           | Полуфинале           | Финале               | Финале               |
| Атлетичар       | Дисциплина       | Резултат | Место | Резултат             | Место                | Резултат             | Место                |
| --------------- | ---------------- | -------- | ----- | -------------------- | -------------------- | -------------------- | -------------------- |
| Набил Мади      | 800 м            | 1:45,75  | 3     | 1:45,63              | 1                    | 1:45,96              | 7                    |
| Наджим Мансеур  | 800 м            | 1:45,62  | 3     | 1:45,54              | 4                    | 1:47,19              | 8                    |
| Тарек Букенса   | 1.500 м          | 3:36,11  | 4     | 3:39,73              | 8                    | Није се квалификовао | Није се квалификовао |
| Антар Зергуэлан | 1.500 м          | 3:42,30  | 5     | 3:40,64              | 11                   | Није се квалификовао | Није се квалификовао |
| Камал Булафан   | 1.500 м          | 3:45,59  | 11    | Није се квалификовао | Није се квалификовао | Није се квалификовао | Није се квалификовао |
| Али Саиди-Сиеф  | 5.000 м          | 14.15,00 | 12    | Није се квалификовао | Није се квалификовао | Није се квалификовао | Није се квалификовао |
| Рабиа Махлуфи   | 3.000 м препреке | 8.29,74  | 11    | Није се квалификовао | Није се квалификовао | Није се квалификовао | Није се квалификовао |
| Мохамед Амеур   | 20 км            |          |       |                      |                      | 1:32,31              | 48                   |

#### Жене
| Атлетичар      | Дисциплина       | Група    | Група | Полуфинале            | Полуфинале            | Финале                | Финале                |
| Атлетичар      | Дисциплина       | Резултат | Место | Резултат              | Место                 | Резултат              | Место                 |
| -------------- | ---------------- | -------- | ----- | --------------------- | --------------------- | --------------------- | --------------------- |
| Наида Туами    | 1.500 м          | 4:18,99  | 11    | Није се квалификовала | Није се квалификовала | Није се квалификовала | Није се квалификовала |
| Суад Аит Салем | Маратон          |          |       |                       |                       | 2:28,29               | 9                     |
| Видад Мендил   | 3.000 м препреке | 9:52,35  | 17    | Није се квалификовала | Није се квалификовала | Није се квалификовала | Није се квалификовала |
| Баја Рахули    | троскок          | 13,87    | 22    | Није се квалификовала | Није се квалификовала | Није се квалификовала | Није се квалификовала |

### Бадминтон

#### Мушкарци
| Такмичар      | Дисциплина  | Коло 32 такмичара  | коло 16 такмичара         | Четвртфинале         | Полуфинале           | Финале               | Финале               |
| Такмичар      | Дисциплина  | Противник Резултат | Противник Резултат        | Противник Резултат   | Противник Резултат   | Противник Резултат   | Пласман              |
| ------------- | ----------- | ------------------ | ------------------------- | -------------------- | -------------------- | -------------------- | -------------------- |
| Набил Ласмари | Појединачно | слободан           | Петер Гаде Пор 6:21, 4:21 | Није се квалификовао | Није се квалификовао | Није се квалификовао | Није се квалификовао |

### Бициклизам

#### Мушкарци
| Такмичар    | Дисциплина         | Време        | Пласман |
| ----------- | ------------------ | ------------ | ------- |
| Хишем Чабан | Друмски бициклизам | Није завршио | -       |

### Бокс

#### Мушкарци
| Боксер              | Дисциплина  | Коло 32 такмичара      | коло 16 такмичара        | Четвртфинале               | Полуфинале           | Финале               | Финале |
| Боксер              | Дисциплина  | Противник Резултат     | Противник Резултат       | Противник Резултат         | Противник Резултат   | Противник Резултат   |        |
| ------------------- | ----------- | ---------------------- | ------------------------ | -------------------------- | -------------------- | -------------------- | ------ |
| Абделхалим Уради    | 54 кг       | Џон Нивин Пор 4:9      | Није се квалификовао     | Није се квалификовао       | Није се квалификовао | Није се квалификовао |        |
| Абделкадер Чади     | 57 кг       | слободан               | Сајлом Ади Поб 7:6       | ЈАкуп Килич Пор 6:13       | Није се квалификовао | Није се квалификовао |        |
| Хамза Краму         | 60 кг       | Јорденис Угас Пор 3:21 | Није се квалификовао     | Није се квалификовао       | Није се квалификовао | Није се квалификовао |        |
| Набил Касел         | 75 кг       | слободан               | Дарен Сазерленд Пор RSC  | Није се квалификовао       | Није се квалификовао | Није се квалификовао |        |
| Абделхафид Бенчабла | 81 кг       | Динеш Кумар Поб RSC    | Рамадан Јасер Поб 13:6   | Жанг Сјаопин Пор 7:12      | Није се квалификовао | Није се квалификовао |        |
| Абделазиз Тулбини   | 91 кг       |                        | Деонтеј Вајлдер Пор 4:10 | Није се квалификовао       | Није се квалификовао | Није се квалификовао |        |
| Невфел Уата         | Преко 91 кг |                        | Хосе Пајарес Поб 7:5     | Вјачеслав Глазков Пор 4:10 | Није се квалификовао | Није се квалификовао |        |

### Веслање

#### Мушкарци
| Веслач(и)                         | Дисциплина | Група   | Група   | Репасаж | Репасаж | полуфинале | полуфинале | Финале  | Финале       | Укупно  |
| Веслач(и)                         | Дисциплина | Време   | Пласман | Време   | Пласман | Време      | Пласман    | Време   | Пласман      | Пласман |
| --------------------------------- | ---------- | ------- | ------- | ------- | ------- | ---------- | ---------- | ------- | ------------ | ------- |
| Чауки Дрис                        | Скиф       | 7.57,65 | 5       |         |         | 7.34,84    | 3          | 7.32,82 | 6 (финале Е) | 27      |
| Мохамед Гариди<br\>Камел Ајт Дауд | Дубл скул  | 6.43,94 | 5       | 6.05,73 | 6       | 6.43,80    | 4          | 6.47,44 | 2 (финале Д) | 20      |

### Дизање тегова

#### Жене
| Текмичар      | Дисциплина | Трзај    | Трзај   | Избачај  | Избачај | Укупно       | Пласман      |
| Текмичар      | Дисциплина | Резултат | Пласман | Резултат | Пласман | Укупно       | Пласман      |
| ------------- | ---------- | -------- | ------- | -------- | ------- | ------------ | ------------ |
| Лејла Ласуани | - 63 кг    | 85       | 16      | 110      | -       | Није завршио | Није завршио |

### Мачевање

#### Жене
| Такмичар        | Диспилина          | 1 коло (64)            | 2 коло (32)       | 3 коло (16)        | Четвртфинале       | Полуфинале        | Финале             | Финале           |
| Такмичар        | Диспилина          | Противник Резултат     | Противнк Резултат | Противник Резултат | Противник Резултат | Противнк Резултат | Противник Резултат | Пласман          |
| --------------- | ------------------ | ---------------------- | ----------------- | ------------------ | ------------------ | ----------------- | ------------------ | ---------------- |
| Nадија Бенталеб | Мач појединачно    |                        | Szász ПОР. 15-4   | Није учествовала   | Није учествовала   | Није учествовала  | Није учествовала   | Није учествовала |
| Аниса Хелфауи   | Флорет појединачно | Хана Томпсон ПОР. 11-2 | Није учествовала  | Није учествовала   | Није учествовала   | Није учествовала  | Није учествовала   | Није учествовала |

### Одбојка

#### Жене
| Име              | Мечеви | Поени |
| ---------------- | ------ | ----- |
| Муни Абдерахим   | 5      | 32    |
| Тасадит Аису     | 1      | 0     |
| Салеха Бенхамуда | 5      | 16    |
| Сафија Бухима    | 4      | 7     |
| Наримен Мадани   | 3      | 5     |
| Навал Мансури    | 5      | 0     |
| Рауја Руабија    | 4      | 10    |
| Фатима Укази     | 5      | 8     |
| Лидија Улму      | 5      | 44    |
| Фајза Цабет      | 5      | 38    |

Група Б
| Коло    | Датум      | 1. екипа  | Резултат | 2. екипа |  |
| ------- | ---------- | --------- | -------- | -------- |  |
| 1. коло | 9. август  | Алжир     | 0 : 3    | Бразил   |  |
| 2. коло | 11. август | Алжир     | 0 : 3    | Србија   |  |
| 3. коло | 13. август | Италија   | 3 : 0    | Алжир    |  |
| 4. коло | 15. август | Алжир     | 0 : 3    | Русија   |  |
| 5. коло | 17. август | Казахстан | 3 : 1    | Алжир    |  |

Табела
| Екипа     | И | П | Г | ДП  | ПП  | ПК    | Бодови |
| --------- | - | - | - | --- | --- | ----- | ------ |
| Бразил    | 5 | 5 | 0 | 377 | 226 | 1.668 | 10     |
| Италија   | 5 | 4 | 1 | 56  | 31  | 1.006 | 8      |
| Русија    | 5 | 3 | 2 | 50  | 38  | 1.131 | 6      |
| Србија    | 5 | 2 | 3 | 33  | 44  | 0.983 | 4      |
| Казахстан | 5 | 1 | 4 | 57  | 50  | 0.800 | 2      |
| Алжир     | 5 | 0 | 5 | 25  | 64  | 0.587 | 0      |

### Пливање

#### Мушкарци
| Пливач        | Дисциплина     | Група   | Група   | Полуфинале           | Полуфинале           | Финале               | Финале               |
| Пливач        | Дисциплина     | Време   | Пласман | Време                | Пласман              | Време                | Пласман              |
| ------------- | -------------- | ------- | ------- | -------------------- | -------------------- | -------------------- | -------------------- |
| Салим Илес    | 50 м слободно  | 22,35   | 23      | Није се квалификовао | Није се квалификовао | Није се квалификовао | Није се квалификовао |
| Набил Кебаб   | 100 м слободно | 49,38   | 32      | Није се квалификовао | Није се квалификовао | Није се квалификовао | Није се квалификовао |
| Марез Мебарек | 200 м слободно | 1.52,56 | 51      | Није се квалификовао | Није се квалификовао | Није се квалификовао | Није се квалификовао |
| Софиан Даид   | 100 м прсно    | 1.02,45 | 44      | Није се квалификовао | Није се квалификовао | Није се квалификовао | Није се квалификовао |
| Софиан Даид   | 200 м прсно    | 2.16,15 | 42      | Није се квалификовао | Није се квалификовао | Није се квалификовао | Није се квалификовао |
| Мехди Хамама  | 200 м мешовито | 2.04,91 | 41      | Није се квалификовао | Није се квалификовао | Није се квалификовао | Није се квалификовао |

### Рвање

#### Жене, слободни стил
| Такмичарка    | Дисциплина | Квалификације      | Осминафинала                    | Четвртфинале         | Полуфинале           | Репасаж 1 коло       | Репасаж 2 коло       | Финале               | Детаљи |
| Такмичарка    | Дисциплина | Противник Резултат | Противник Резултат              | Противник Резултат   | Противник Резултат   | Противник Резултат   | Противник Резултат   | Противник Резултат   | Детаљи |
| ------------- | ---------- | ------------------ | ------------------------------- | -------------------- | -------------------- | -------------------- | -------------------- | -------------------- | ------ |
| Мохамед Серир | 66 кг      | слободан           | Сергеј Коваленко Пор 0:6, 0:6   | Није се квалификовао | Није се квалификовао | Није се квалификовао | Није се квалификовао | Није се квалификовао | 20     |
| Месауд Зегдан | 74 кг      | слободан           | Константин Шнејдер Пор 1:4, 0:4 | Није се квалификовао | Није се квалификовао | Није се квалификовао | Није се квалификовао | Није се квалификовао | 20     |
| Самир Бугуэра | 96 кг      | слободан           | Жан Хуачен Пор 0:5, 0:3         | Није се квалификовао | Није се квалификовао | Није се квалификовао | Није се квалификовао | Није се квалификовао | 19     |

### Стони тенис

#### Мушкарци
| Стонотенисер         | Дисциплина  | Квалификације           | Коло 1               | Коло 2               | Коло 3               | Коло 4               | Четвртфинале         | Полуфинале           | Финале               |
| Стонотенисер         | Дисциплина  | Противник Резултат      | Противник Резултат   | Противник Резултат   | Противник Резултат   | Противник Резултат   | Противник Резултат   | Противник Резултат   | Противник Резултат   |
| -------------------- | ----------- | ----------------------- | -------------------- | -------------------- | -------------------- | -------------------- | -------------------- | -------------------- | -------------------- |
| Kourta Idir Abdallah | Појединачно | Вилијам Хензел ПОР. 4-1 | Није се квалификовао | Није се квалификовао | Није се квалификовао | Није се квалификовао | Није се квалификовао | Није се квалификовао | Није се квалификовао |

### Џудо

#### Мушкарци
| Такмичар       | Дисциплина | Квалификације      | 1 коло (32)                          | 2 коло (16)                    | Четвртфинале                    | Полуфинале                      | Финале                            | 1 коло репасаж                   | Четвртфинале репасаж | Полуфинале репасаж   |
| Такмичар       | Дисциплина | Противник Резултат | Противнк Резултат                    | Противник Резултат             | Противник Резултат              | Противник Резултат              | Противнк Резултат                 | Противник Резултат               | Противник Резултат   | Пласман              |
| -------------- | ---------- | ------------------ | ------------------------------------ | ------------------------------ | ------------------------------- | ------------------------------- | --------------------------------- | -------------------------------- | -------------------- | -------------------- |
| Омар Ребахи    | -60 kg     | Слободан           | Ришод Сабиров ПОР. 1001/0000         | Није се квалификовао           | Није се квалификовао            | Није се квалификовао            | Није се квалификовао              | Није се квалификовао             | Није се квалификовао | Није се квалификовао |
| Мунир Бенамади | -66 kg     | Слободан           | Стивен Браун ПОБ. 1010/00002         | Мирали Шарипов ПОР. 0001/00001 | Није се квалификовао            | Није се квалификовао            | Није се квалификовао              | Није се квалификовао             | Није се квалификовао | Није се квалификовао |
| Амар Бериджа   | -73 kg     |                    | Константин Семјенов ПОР. 01022/00101 | Није се квалификовао           | Није се квалификовао            | Није се квалификовао            | Није се квалификовао              | Није се квалификовао             | Није се квалификовао | Није се квалификовао |
| Амар Бенихлеф  | -90 kg     |                    | Мохамед Ел-Асри ПОБ. 00111/00011     | Давид Аларса ПОБ. 10201/00012  | Сергеј Ашванден ПОБ. 0001/00001 | Ив-Мате Дефревил ПОБ. 1000/0000 | Ираклиј Цирекидзе ПОР. 0001/00001 |                                  |                      |                      |
| Хасан Азун     | -100 kg    |                    | Мовлуд Миралиев ПОР. 10001/0001      | Није се квалификовао           | Није се квалификовао            | Није се квалификовао            | Није се квалификовао              | Леван Жоржолиани ПОР. 1001/00011 | Није се квалификовао | Није се квалификовао |

#### Жене
| Такмичар                  | Дисциплина | Квалификације                 | 1 коло (32)                          | 2 коло (16)                  | Четвртфинале                | Полуфинале            | 1 коло репасаж                     | Четвртфинале репасаж      | Полуфинале репасаж    | за 3. место                    |                       |
| Такмичар                  | Дисциплина | Противник Резултат            | Противнк Резултат                    | Противник Резултат           | Противник Резултат          | Противник Резултат    | Противнк Резултат                  | Противник Резултат        | Противник Резултат    | Пласман                        |                       |
| ------------------------- | ---------- | ----------------------------- | ------------------------------------ | ---------------------------- | --------------------------- | --------------------- | ---------------------------------- | ------------------------- | --------------------- | ------------------------------ | --------------------- |
| Мерием Муса               | -48 kg     | Сандрин Иленд ПОБ. 0011/00001 | Михаэла Башин ПОР. 0101/00001        | Нису се квалификовали        | Нису се квалификовали       | Нису се квалификовали | Нису се квалификовали              | Нису се квалификовали     | Нису се квалификовали | Нису се квалификовали          | Нису се квалификовали |
| Сораја ХададSoraya Haddad | -52 kg     | Мари Милер ПОБ. 0211/00001    | Ортенс Дидиу ПОБ. 00101/0001         | Ким Јонг Ок ПОБ. 02101/00012 | Сјан Донмеј ПОР. 1001/00001 | Нису се квалификовали |                                    |                           |                       | Чолпан Халиева ПОБ. 0121/00102 |                       |
| Леила Атроус              | -57 kg     | Xu ПОР. 10011/00011           | Did not advance                      | Did not advance              | Did not advance             | Did not advance       | Нина Коивумаки} ПОР. 0001/00001    | Нису се квалификовали     | Нису се квалификовали | Нису се квалификовали          |                       |
| Каина Саиди               | -63 kg     | Bezzina ПОБ. 0200/0000        | Елизабет Вилебордсе ПОР. 11001/00013 | Нису се квалификовали        | Нису се квалификовали       | Нису се квалификовали | Нису се квалификовали              | Нису се квалификовали     | Нису се квалификовали | Нису се квалификовали          |                       |
| Рашида Уердане            | -70 kg     | Слободна                      | Едит Бош ПОР. 01102/00102            | Нису се квалификовали        | Нису се квалификовали       | Нису се квалификовали | Сисилија Расокисоке ПОБ. 1001/0000 | Ронда Руси ПОР. 1001/0000 | Нису се квалификовали | Нису се квалификовали          |                       |